# Richard Ferber
Richard Alan Ferber (* 1944) ist ein amerikanischer Neurologe und Kinderarzt. Er lehrt als Associate Professor an der Harvard University und leitet das Center for Pediatric Sleep Disorders des Children’s Hospital in Boston. Zu seinen Forschungsgebieten zählen die Verhaltens- und chronobiologischen Gesichtspunkte kindlicher Schlafstörungen, die Schlafapnoe und die Parasomnien. Sein 1985 erschienenes Buch Solve Your Child's Sleep Problems wurde zum Bestseller und hat Ferber auch international bekannt gemacht.

## Leben und Wirken
Ferber hat am Harvard College und an der Harvard Medical School studiert und in den frühen 1970er Jahren zunächst am National Institute of Neurological Disease and Stroke gearbeitet. 1974 kehrte er als Forscher an die Harvard Medical School zurück und beschäftigte sich im Rahmen der psychosomatischen Medizin und der Psychiatrie erstmals mit dem Schlaf von Säuglingen. 1978/1979 gründete er am Children’s Hospital in Boston das landesweit erste Zentrum für Schlafstörungen bei Kindern – das Center for Pediatric Sleep Disorders –, das er seither auch leitet.
Ferber ist Mitglied des American Board of Sleep Medicine und der American Academy of Sleep Medicine (AASM). Er hat zahlreiche Preise und Ehrungen erhalten, darunter 1994 den Nathaniel Kleitman Distinguished Service Award der AASM und 2002 den Excellence in Education Award der AASM.

## Ferber-Methode
Über Medizinerkreise hinaus wurde Ferber nach der Publikation seines Buches Solve Your Child's Sleep Problems (1985) bekannt. Ferber empfiehlt Eltern darin, Kinder, die ohne aufwändige elterliche Unterstützung nicht einschlafen, graduell daran zu gewöhnen, aus eigener Kraft einzuschlafen (Schlaftraining).
Die Ferber-Methode setzt darauf, den Säugling im müden Zustand, aber noch wach ins Bett zu legen und nach einem kurzen Einschlafritual das Zimmer zu verlassen. Bei Bedarf kehrt ein Elternteil ins Zimmer zurück, der Kontrollgang zum schreienden Kind erfolgt nach einem festgelegten Minutenrhythmus. Wenn der Säugling schreit, wird ihm beruhigend zugeredet und ihm eventuell der Rücken gerieben, aber der Säugling wird nicht aus dem Bett genommen oder mit einem Schnuller beruhigt. Im besten Fall nach zwei bis drei Tagen, spätestens nach zwei Wochen soll der Säugling gelernt haben, von selbst einzuschlafen und von selbst in den Schlaf zu finden. Grundlage der Ferber-Methode ist die Annahme, dass Verhalten erlernt wird und an- und abtrainiert werden kann.
| Nacht Nr. | 1. Kontrolle | 2. Kontrolle | 3. und jede weitere Kontrolle |
| --------- | ------------ | ------------ | ----------------------------- |
| 1         | nach 3 Min.  | nach 5 Min.  | nach 10 Min.                  |
| 2         | 5            | 10           | 12                            |
| 3         | 10           | 12           | 15                            |
| 4         | 12           | 15           | 17                            |
| 5         | 15           | 17           | 20                            |
| 6         | 17           | 20           | 25                            |
| 7         | 20           | 25           | 30                            |

Vertreter des Attachment Parenting, die das Co-Sleeping befürworten, haben ihm daraufhin vorgeworfen, er lehre und befürworte es, Kinder schreien zu lassen. Einen wiederum ganz anderen Standpunkt vertritt die American Academy of Sleep Medicine, die die „Cry It Out“-Methode (nach Marc Weissbluth) als Standardverfahren zur Behandlung verhaltensbedingter kindlicher Schlafstörungen empfiehlt.

## Publikationen (Auswahl)
- Solve Your Child's Sleep Problems, 1985[6] (deutsch: Schlaf, Kindlein, schlaf. Schlafprobleme bei Kindern, Trobisch 1996, ISBN 978-3-87827-074-4)
- Herausgeber, mit Meir Kryger: Principles and Practice of Sleep Medicine in the Child, 1995